# Fosa de Nankai

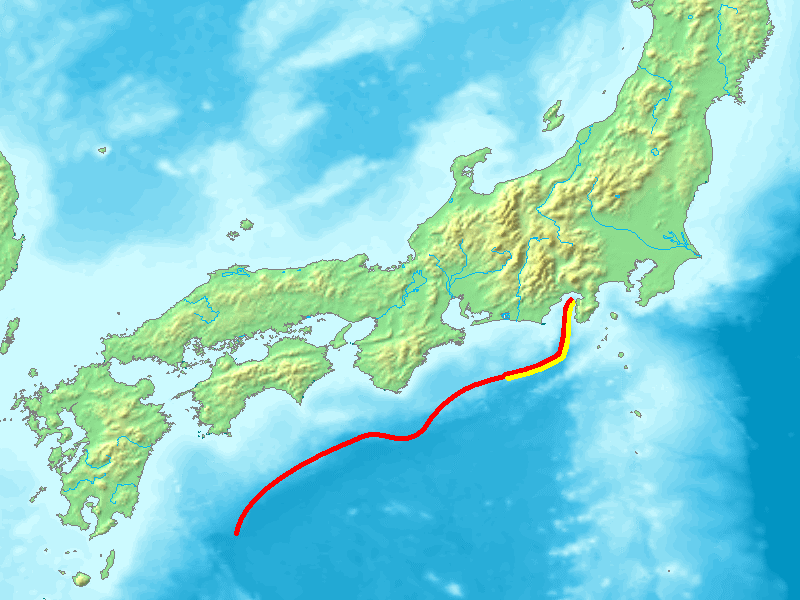
Localización de la fosa de Nankai.

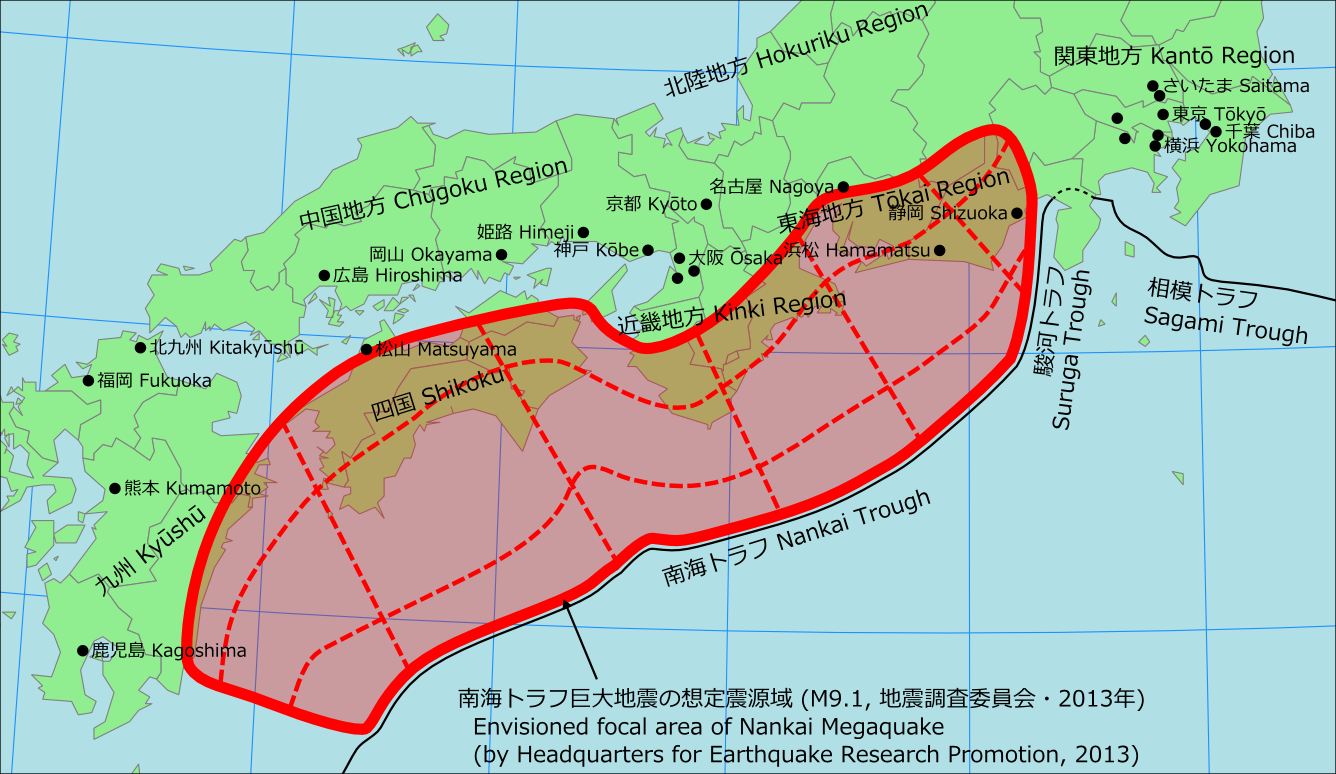
Área focal prevista para un megaterremoto de magnitud 9,1 en la depresión de Nankai, por la Sede para la Promoción de la Investigación Sísmica, año 2013.

La fosa de Nankai 南海 トラフ (Nankai Torafu?) es una fosa submarina situada al sur de la isla de Honshū en Japón, que se extiende unos 900 km de la costa. En la tectónica de placas, la Fosa de Nankai marca una zona de subducción que es causada por la subducción de la placa del Mar de Filipinas por debajo de parte de la placa Euroasiática de Japón. Este límite de placa sería una fosa oceánica a excepción de un alto flujo de sedimentos que rellena la zanja. Dentro de la Fosa de Nankai hay una gran cantidad de sedimentos de la zanja deformes (Ike, 2004), por lo que es uno de los mejores ejemplos de la Tierra de prisma de acreción. Además, los estudios de reflexión sísmica han revelado la presencia de los máximos del sótano que se interpreta como los montes submarinos que se encuentran en los sedimentos  El nombre "Nankai" significa "mar del sur" (véase Nankaidō).
El gobierno de Japón ha pronosticado que hay entre un 70% y un 80% la posibilidad de que suceda un terremoto de magnitud 8 a 9 en los próximos 30 años en la depresión de Nankai. El último fue en 1946. Se calcula que debido al terremoto y el posible tsunami posterior podrían morir hasta unas 323.000 personas si sucede.

## Tasas de movimiento tectónico

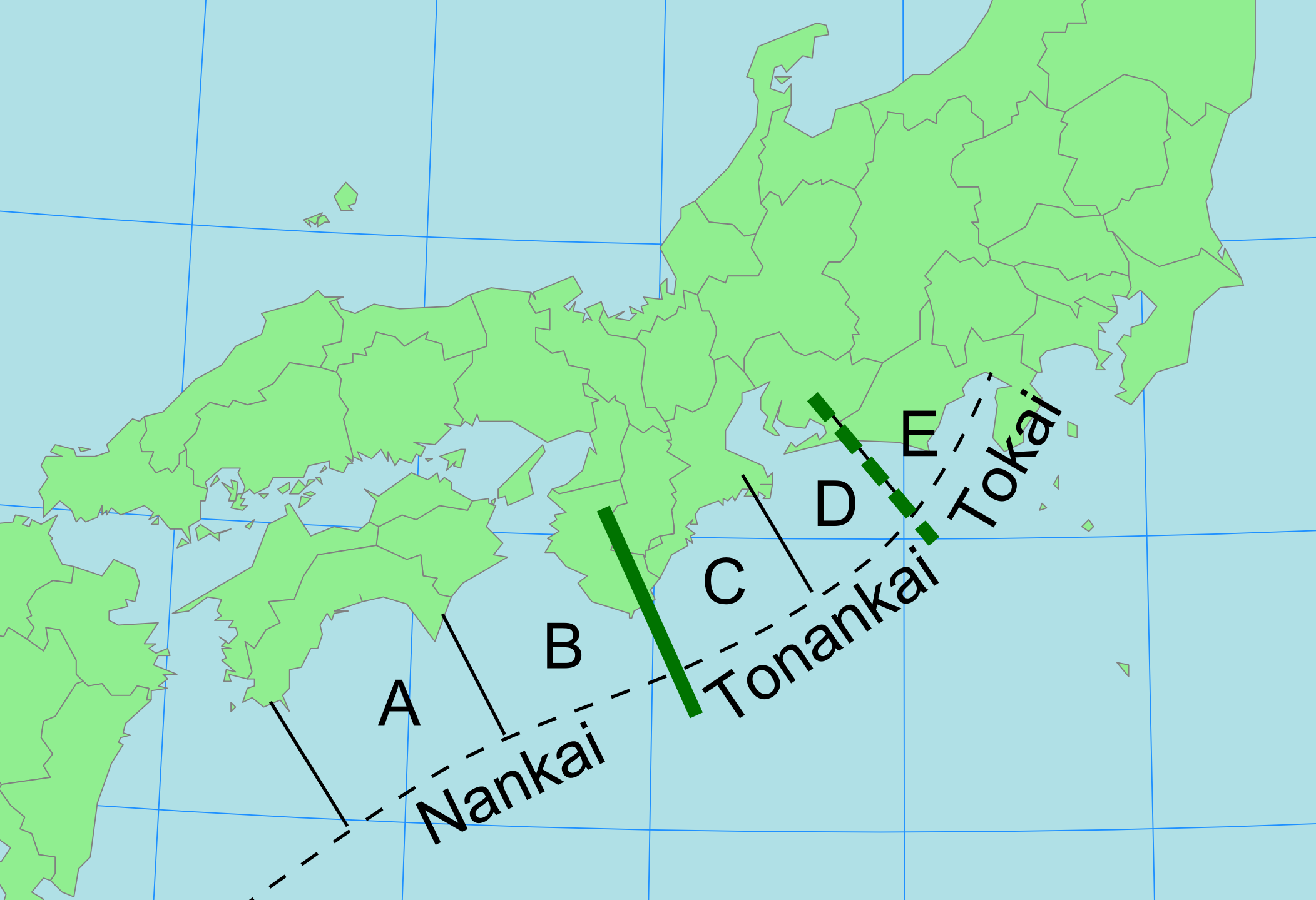
Áreas de ruptura en la megafalla de la depresión de Nankai con los nombres de los terremotos correspondientes a cada zona.

Estimaciones geológicas convencionales de las velocidades de movimiento de placa son difíciles de estimar en la fosa de Nankai porque no hay cordilleras en expansión que liguen a la placa tectónica. Esta zona no estaba en los modelos originales NUVEL-1A. Este estudio estima que la subducción en la fosa de Nankai es aproximadamente 43 mm/año. Los cálculos basados-REVEL indican que no hay acumulación de tensión en la fosa. Los tipos de movimiento se han calculado que están en un rango de 3,0 ± 1,8 mm / año a 11,1 ± 1,7 mm / año.
Como se mencionó anteriormente, el modelo de movimiento de las placas NUVEL-1A no incluye la placa del Mar de Filipinas. Esto se debe a la matemática de este modelo que sólo utilizan doce placas, y el margen convergente de la placa filipina y la Euroasiática no se incluyeron. Sin embargo, en el movimiento de las placas de Eurasia a Norteamérica, la tasa estimada fue de 2-4 mm / año. Esto no está de acuerdo con el modelo REVEL, aparentemente lo que indica que el modelo NUVEL-1A puede necesitar una nueva revisión.

## Estructura tectónica

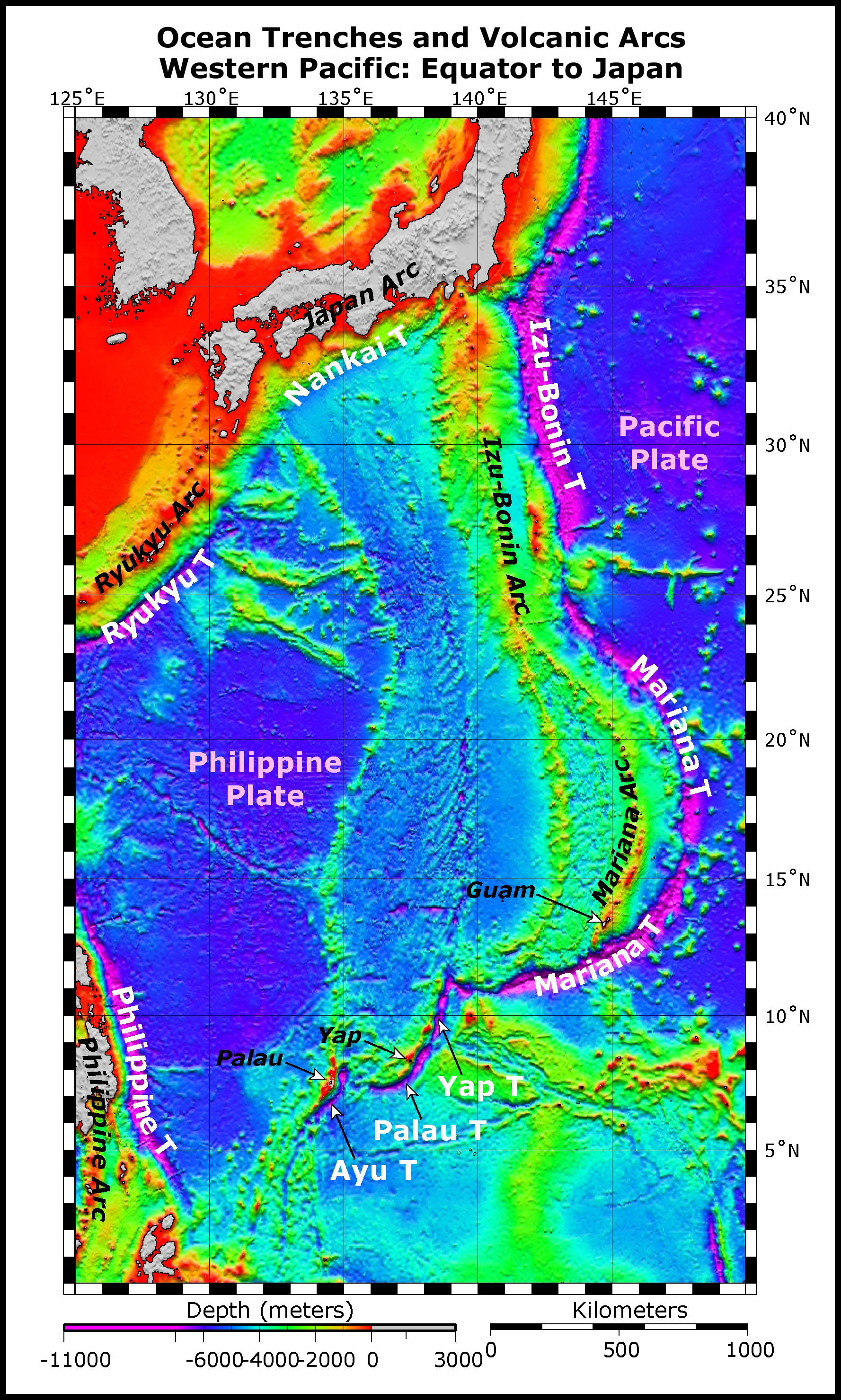
Características geográficas submarinas del Pacífico occidental (en inglés).

La fosa de Nankai se está deformando de manera activa y marca una región de actividad sísmica. La deformación se concentra en la zona imbricada más externa, que produce una cantidad significativa de "fuera de secuencia" empujando hacia tierra. Basado en el trabajo de Operto et al., se identificaron varias áreas de intensa actividad tectónica en la fosa de Nankai mediante tomografía de forma de onda completa. La parte superior del prisma de acreción superior y el respaldo subyacente actualmente están sufriendo una gran presión de compresión. Varias fallas inversas fueron identificados por Operto et al., 2006, de las cuales las fallas inversas más cercanas a la zona de subducción están activas. Por otra parte, Pisani et al., 2006, identificaron protoempujes y desprendimientos superficiales a lo largo de la Fosa de Nankai.Recientemente ha habido un aumento de interés en la liberación de agua de las arcillas ilita en subducción de sedimentos. La conversión de esmectita a illita (illitización) en las zonas de subducción está probablemente impulsado por la temperatura más alta que se encuentra en la zona de subducción frente a sedimentos no subductantes

## Sedimentología
Los depósitos son principalmente turbiditas zanja-cuña. Hay indicios de un aumento en la retención de la porosidad dentro de la roca. Típicamente la porosidad reduce al aumentar la profundidad. Sin embargo, hay una conservación anómala de la porosidad en profundidad en el sitio de perforación 1173. Esto se ha atribuido a la post-deposicional cementación ópalo que se preserva la porosidad.Las arcillas detríticos, principalmente esmectita, muestran variaciones en el tiempo y el lugar en la fosa de Nankai, así como en la cuenca de Shikoku. En profundidad hay un aumento en el contenido de arcilla de esmectita en los sedimentos, lo que lleva a inferir que ha habido un cambio en la roca fuente de deposición. Además, hay una alteración geotérmica de la esmectita, la conversión a arcilla ilita.

## Sismicidad

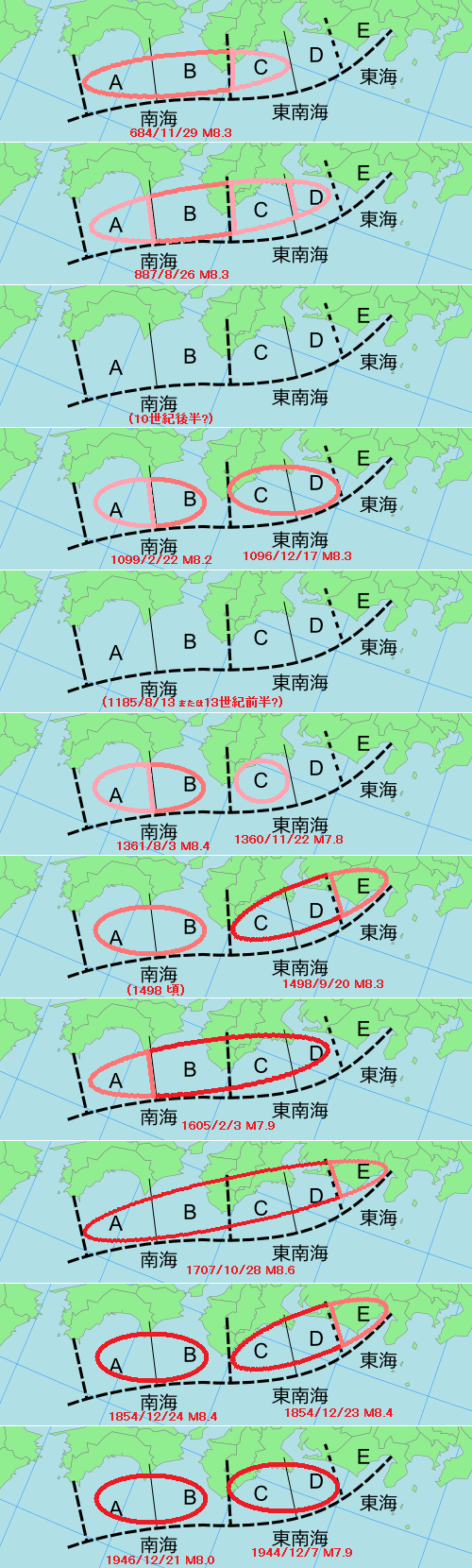
Historial de terremotos en la fosa Nankai-Tonankai-Tokai.

La fosa de Nankai es la extensión cerca de la superficie de una zona de actividad sísmica activa que se sumerge por debajo del suroeste de Japón. La zona de ruptura se ha subdividido en cinco zonas con respecto al modelado sísmico. Estas cinco subdivisiones muestran diferencias interesantes en el Comportamiento de los terremotos: frecuencia de los terremotos que varían en un ciclo de 90 a 150 años, los sucesos de deslizamiento similares a lo largo de los segmentos de falla, el orden de subdivisión de fallamiento, y por último, las diferentes características de fallo. Fueron colocados observatorios hidrológicos en pozos perforados en el año 2000 (IODP sitios 808 y 1173) en un intento de cuantificar los cambios en la presión de poro - líquido que son el resultado de la placa del mar de Filipinas en sentido contrario. El "Sitio 808" está situado en la parte delantera de la principal falla inversa, mientras que el sitio se encuentra a unos 1.173 a 11 km de la zona de empuje frontal. Otros resultados interesantes de las mediciones de la presión fueron los cambios de presión resultantes de la deformación de sedimentos cerca de pozos de sondeo y el efecto de enjambres de muy bajos terremotos en el momento de los cambios de presión. La hipótesis de trabajo es que los cambios de presión indican un cambio en la tensión elástica dentro de la formación.
Un cambio hacia el mar en la presión medida por los instrumentos de sondeo probablemente indica una relajación del impulso anterior de los sedimentos del terremoto importante. Además, el corto período de tiempo de la sismicidad parece tener algún grado de dependencia de los picos batimétricos como los montes submarinos. Esto concluyó con Kanda et al., 2004, a través del análisis de inversión de datos sísmicos.
Históricamente, el terremoto de gran escala más reciente de que se produjo en la fosa de Nankai fue en 1944 en la península de Kii. Utilizando estudios recientes de sismógrafos de fondo del océano, se ha determinado que la mayoría de la sismicidad ocurre cerca del eje de vaguada. A lo largo de la zona occidental de la fosa de Nankai, la sismicidad parece estar relacionada con las irregularidades en la estructura de la corteza terrestre, como fracturas generadas por el fondo marino, incluyendo la corteza subducida cuenca trasarco de la cuenca Shikoku, así como debido a serpentization del manto superior por debajo de la placa superior. Los terremotos a gran escala recientes resultantes de subducción a lo largo de la fosa de Nankai han ocurrido en áreas de aumentos a gran escala en el ángulo de inclinación de la placa de subducción.

## Importancia del petróleo
En profundidad en los fondos oceánicos, en algunos casos, el agua puede formar una estructura sólida como el hielo que tiene metano atrapado en su red cristalina, esta es la formación de hidratos de gas. La fuente de agua para la formación de hidratos de gas con frecuencia proviene de la deshidratación de una losa subyacente así como la placa superior. Los hidratos de gas cercanos a la depresión parecen tener origen principalmente de desaguado asociado a la subducción, mientras que al aumentar la distancia desde la depresión a la obtención de componentes es más el resultado de un movimiento lateral de las aguas de metano enriquecido. Esto se determinó mediante la perforación de una serie de pozos de sondeo y la medición de la concentración, así como la determinación de la edad radiométrica de los elementos halógenos del yodo, bromo, y cloro. La determinación de la edad del yodo indicó múltiples fuentes de metano.
Se ha estimado que los márgenes convergentes pueden contener hasta dos tercios del volumen total de hidratos de gas en la tierra.La fosa de Nankai ha sido descrita como que contiene una gran cantidad de hidratos de gas y es uno de los sitios mejor estudiados de formaciones de hidrato de gas. La información sobre los hidratos de gas en la fosa de Nankai fue publicada inicialmente en el 2000 por la " Japan National Oil Corporations" (Petrolera Nacional de Sociedades Anónimas de Japón). Los datos en el comunicado de prensa provienen de una serie de perforaciones que se iniciaron a finales de 1990. En esta zona los principales controles sedimentológicos para la acumulación de hidratos de gas son las áreas del valle ricas en arena. Una buena extracción de muestras indica la presencia de al menos tres zonas de hidrato de gas. Krason estima que hay 0,42 a 4,2 × 1012  metros cúbicos de metano dentro de los hidratos de gas. Los altos fondos simulando reflectores sísmicos se consideran indicativos de los hidratos de gas. Horizontes rico en metano se han identificado como áreas de mayor atenuación de frecuencias sónicas (10 a 20 kHz) y solo una ligera atenuación de las frecuencias sísmicas (30 a 110 Hz)